# Rodrigo Hernández
Rodrigo Hernández Cascante (Madrid, 22 juni 1996), beter bekend als Rodri is een Spaanse voetballer die doorgaans als verdedigende middenvelder speelt voor Manchester City. Rodri debuteerde in 2018 in het Spaans voetbalelftal, waarmee hij in 2024 het EK won. In oktober 2024 won hij de Ballon d'Or.

## Clubcarrière

### Villarreal
Rodri speelde zes jaar in de jeugdopleiding van Atlético Madrid. In 2013 vertrok hij naar die van Villarreal CF. In februari 2015 maakte de middenvelder zijn opwachting in het tweede elftal. Op 17 april 2016 volgde zijn competitiedebuut tegen Rayo Vallecano. Hij viel na 72 minuten in voor Denis Suárez. Drie dagen later mocht Rodri opnieuw invallen, ditmaal in het Estadio Santiago Bernabéu tegen Real Madrid.  Op 3 november maakte hij tegen Osmanlispor in de groepsfase van de Europa League zijn eerste doelpunt voor Villarreal. In zijn derde seizoen bij Villarreal miste hij in alle competities slechts drie van de 50 wedstrijden.

### Atlético Madrid
In de zomer van 2018, vijf jaar nadat hij door Atlético Madrid was 'weggestuurd' uit de jeugdopleiding, keerde Rodri terug bij die club. Het seizoen daarvoor had hij slechts één competitiewedstrijd namens Villarreal gemist en van alle spelers de meeste ballen veroverd. Rodri groeide dat seizoen bij Atlético Madrid uit tot een bepalende speler. Tijdens zijn debuut op 15 augustus tegen Real Madrid won hij direct zijn eerste prijs: de UEFA Super Cup door de stadsgenoot na verlenging met 2-4 te verslaan. Tien dagen later maakte hij ook zijn debuut voor Atlético in de competitie.  
Op 18 september maakte Rodri tegen AS Monaco met een 1-2 overwinning zijn debuut in de Champions League. Op 10 november maakte hij tegen Athletic Club zijn eerste doelpunt voor Atlético. Hij eindigde dat seizoen tweede met zijn club en speelde in totaal 46 wedstrijden voor Atlético in zijn eerste en enige seizoen. 

### Manchester City
Manchester City maakte in de zomer van 2019 gebruik van Rodri's transferclausule van 70 miljoen euro. Hij tekende vervolgens in juli 2019 een contract tot medio 2024 bij de Engelse club. Opnieuw won hij bij zijn debuut een prijs: hij speelde 120 minuten in de Community Shield tegen Liverpool, die met strafschoppen gewonnen werd. Een week later maakte hij tegen West Ham United zijn debuut in de Premier League. Op 14 september scoorde hij tegen Norwich City zijn eerste doelpunt voor Manchester City. Hij vormde al meteen een vast middenveld met David Silva en Kevin De Bruyne voor zich. Op 1 maart 2020 scoorde in de finale van de EFL Cup tegen Aston Villa de 0-2, waarna City met 1-2 won. Hij speelde 52 wedstrijden in zijn eerste seizoen in Engeland.
In zijn tweede seizoen won Rodri niet alleen voor de tweede keer de EFL Cup, ook werd hij voor het eerst landskampioen. Hij miste slechts vier competitiewedstrijden op weg naar die titel, maar zag op 29 mei 2021 vanaf de bank hoe City de finale van de Champions League verloor van Chelsea. In zijn derde jaar werd Rodri voor de tweede keer kampioen van de Premier League en scoorde hij zelf zeven competitiedoelpunten, meer dan een verdubbeling van zijn eerdere persoonlijke record. 
Op 11 april 2023 scoorde Rodri in de kwartfinale tegen Bayern München zijn eerste CL-doelpunt, waarna City zou doorstoten naar de finale. Hierin, op 10 juni 2023, maakte hij het enige winnende doelpunt tegen Internazionale. Daarmee completeerde City de treble, want City was al voor de derde achtereenvolgende keer kampioen van Engeland gewonnen en had een week voor de CL-finale in de FA Cup-finale stadsgenoot Manchester United verslagen. Rodri speelde 56 wedstrijden dat seizoen, meer dan iedere andere City-speler. 
Op 28 oktober 2024 won Rodri de Ballon d'Or, als eerste middenvelder sinds Luka Modrić in 2018.

## Clubstatistieken
| Seizoen     | Club            | Competitie       | Competitie | Competitie | Beker | Beker | Internationaal | Internationaal | Totaal | Totaal |
| Seizoen     | Club            | Competitie       | Wed.       | Dlp.       | Wed.  | Dlp.  | Wed.           | Dlp.           | Wed.   | Dlp.   |
| ----------- | --------------- | ---------------- | ---------- | ---------- | ----- | ----- | -------------- | -------------- | ------ | ------ |
| 2015/16     | Villarreal      | Primera División | 3          | 0          | 3     | 0     | —              | —              | 6      | 0      |
| 2016/17     | Villarreal      | Primera División | 23         | 0          | 4     | 0     | 4              | 1              | 31     | 1      |
| 2017/18     | Villarreal      | Primera División | 37         | 1          | 4     | 0     | 6              | 0              | 47     | 1      |
| Club totaal | Club totaal     | Club totaal      | 63         | 1          | 11    | 0     | 10             | 1              | 84     | 2      |
| 2018/19     | Atlético Madrid | Primera División | 34         | 3          | 4     | 0     | 8              | 0              | 46     | 3      |
| Club totaal | Club totaal     | Club totaal      | 34         | 3          | 4     | 0     | 8              | 0              | 46     | 3      |
| 2019/20     | Manchester City | Premier League   | 35         | 3          | 9     | 1     | 8              | 0              | 52     | 4      |
| 2020/21     | Manchester City | Premier League   | 34         | 2          | 9     | 0     | 10             | 0              | 53     | 2      |
| 2021/22     | Manchester City | Premier League   | 33         | 7          | 3     | 0     | 10             | 0              | 46     | 7      |
| 2022/23     | Manchester City | Premier League   | 36         | 2          | 8     | 0     | 12             | 2              | 56     | 4      |
| 2023/24     | Manchester City | Premier League   | 34         | 8          | 5     | 0     | 11             | 1              | 50     | 9      |
| Club totaal | Club totaal     | Club totaal      | 172        | 22         | 34    | 1     | 51             | 3              | 257    | 26     |
| TOTAAL      | TOTAAL          | TOTAAL           | 269        | 26         | 49    | 1     | 69             | 4              | 387    | 31     |

Bijgewerkt t/m 15 juli 2024.

## Interlandcarrière
Rodri kwam uit voor verschillende Spaanse nationale jeugdelftallen. Hij debuteerde in 2018 in het Spaans voetbalelftal, tijdens een oefeninterland in en tegen Duitsland (1–1). Hij viel in de 82'ste minuut in voor Thiago Alcántara. Hij werd niet opgeroepen voor het WK 2018, maar wel voor het EK 2020, waarin Spanje tot de halve finale kwam. Hij werd ook opgeroepen voor het WK 2022, maar werd uitgeschakeld in de achtste finale.

### EK 2024
Rodri werd op 7 juni 2024 door bondscoach Luis de la Fuente opgenomen in de Spaanse selectie voor het EK 2024 in Duitsland. Hij was vice-aanvoerder achter Álvaro Morata en nam regelmatig de band over wanneer de spits gewisseld werd. Hij scoorde in de achtste finale tegen Georgië en stond in de basis tijdens de finale tegen Engeland, die met 2-1 gewonnen werd. Hij kreeg na de finale de prijs voor Beste Speler van het Toernooi uitgereikt.
| Interlands van Rodri voor Spanje | Interlands van Rodri voor Spanje | Interlands van Rodri voor Spanje | Interlands van Rodri voor Spanje | Interlands van Rodri voor Spanje | Interlands van Rodri voor Spanje |
| №                                | Datum                            | Wedstrijd                        | Uitslag                          | Competitie                       | Goals                            |
| Als speler bij Villarreal        | Als speler bij Villarreal        | Als speler bij Villarreal        | Als speler bij Villarreal        | Als speler bij Villarreal        | Als speler bij Villarreal        |
| -------------------------------- | -------------------------------- | -------------------------------- | -------------------------------- | -------------------------------- | -------------------------------- |
| 1.                               | 23 maart 2018                    | Duitsland – Spanje               | 1 – 1                            | Vriendschappelijk                |                                  |
| Als speler bij Atlético Madrid   |                                  |                                  |                                  |                                  |                                  |
| 2.                               | 11 september 2018                | Spanje – Kroatië                 | 6 – 0                            | Nations League 2018/19           |                                  |
| 3.                               | 11 oktober 2018                  | Wales – Spanje                   | 1 – 4                            | Vriendschappelijk                |                                  |
| 4.                               | 18 november 2018                 | Spanje – Bosnië-Herzegovina      | 1 – 0                            | Vriendschappelijk                |                                  |
| 5.                               | 23 maart 2019                    | Spanje – Noorwegen               | 2 – 1                            | Kwalificatie EK 2020             |                                  |
| 6.                               | 26 maart 2019                    | Malta – Spanje                   | 0 – 2                            | Kwalificatie EK 2020             |                                  |
| 7.                               | 7 juni 2019                      | Faeröer – Spanje                 | 1 – 4                            | Kwalificatie EK 2020             |                                  |
| Als speler bij Manchester City   |                                  |                                  |                                  |                                  |                                  |
| 8.                               | 8 september 2019                 | Spanje – Faeröer                 | 4 – 0                            | Kwalificatie EK 2020             |                                  |
| 9.                               | 12 oktober 2019                  | Noorwegen – Spanje               | 1 – 1                            | Kwalificatie EK 2020             |                                  |
| 10.                              | 15 oktober 2019                  | Zweden – Spanje                  | 1 – 1                            | Kwalificatie EK 2020             |                                  |
| 11.                              | 15 november 2019                 | Spanje – Malta                   | 7 – 0                            | Kwalificatie EK 2020             |                                  |
| 12.                              | 6 september 2020                 | Spanje – Oekraïne                | 4 – 0                            | Nations League 2020/21           |                                  |
| 13.                              | 7 oktober 2020                   | Portugal – Spanje                | 0 – 0                            | Vriendschappelijk                |                                  |
| 14.                              | 10 oktober 2020                  | Spanje – Zwitserland             | 1 – 0                            | Nations League 2020/21           |                                  |
| 15.                              | 13 oktober 2020                  | Oekraïne – Spanje                | 1 – 0                            | Nations League 2020/21           |                                  |
| 16.                              | 11 november 2020                 | Nederland – Spanje               | 1 – 1                            | Vriendschappelijk                |                                  |
| 17.                              | 17 november 2021                 | Spanje – Duitsland               | 6 – 0                            | Nations League 2020/21           | 38'                              |
| 18.                              | 25 maart 2021                    | Spanje – Griekenland             | 1 – 1                            | Kwalificatie WK 2022             |                                  |
| 19.                              | 31 maart 2021                    | Spanje – Kosovo                  | 3 – 1                            | Kwalificatie WK 2022             |                                  |
| 20.                              | 4 juni 2021                      | Spanje – Portugal                | 0 – 0                            | Vriendschappelijk                |                                  |
| 21.                              | 14 juni 2021                     | Spanje – Zweden                  | 0 – 0                            | EK 2020                          |                                  |
| 22.                              | 19 juni 2021                     | Spanje – Polen                   | 1 – 1                            | EK 2020                          |                                  |
| 23.                              | 28 juni 2021                     | Kroatië – Spanje                 | 3 – 5                            | EK 2020                          |                                  |
| 24.                              | 2 juli 2021                      | Zwitserland – Spanje             | 1 – 1 (2 – 4 n.s.)               | EK 2020                          |                                  |
| 25.                              | 6 juli 2021                      | Italië – Spanje                  | 1 – 1 (5 – 3 n.s.)               | EK 2020                          |                                  |
| 26.                              | 2 september 2021                 | Zweden – Spanje                  | 2 – 1                            | Kwalificatie WK 2022             |                                  |
| 27.                              | 5 september 2021                 | Spanje – Georgië                 | 4 – 0                            | Kwalificatie WK 2022             |                                  |
| 28.                              | 10 oktober 2021                  | Spanje – Frankrijk               | 1 – 2                            | Nations League 2020/21           |                                  |
| 29.                              | 11 november 2021                 | Griekenland – Spanje             | 0 – 1                            | Kwalificatie WK 2022             |                                  |
| 30.                              | 14 november 2021                 | Spanje – Zweden                  | 1 – 0                            | Kwalificatie WK 2022             |                                  |
| 31.                              | 26 maart 2022                    | Spanje – Albanië                 | 2 – 1                            | Vriendschappelijk                |                                  |
| 32.                              | 5 juni 2022                      | Tsjechië – Spanje                | 2 – 2                            | Nations League 2022/23           |                                  |
| 33.                              | 12 juni 2022                     | Spanje – Tsjechië                | 2 – 0                            | Nations League 2022/23           |                                  |
| 34.                              | 27 september 2022                | Portugal – Spanje                | 0 – 1                            | Nations League 2022/23           |                                  |
| 35.                              | 17 november 2022                 | Jordanië – Spanje                | 1 – 3                            | Vriendschappelijk                |                                  |
| 36.                              | 23 november 2022                 | Spanje – Costa Rica              | 7 – 0                            | WK 2022                          | 31', 54'                         |
| 37.                              | 27 november 2022                 | Spanje – Duitsland               | 1 – 1                            | WK 2022                          |                                  |
| 38.                              | 1 december 2022                  | Japan – Spanje                   | 2 – 1                            | WK 2022                          |                                  |
| 39.                              | 6 december 2022                  | Marokko – Spanje                 | 0 – 0 (3 – 0 n.s.)               | WK 2022                          |                                  |
| 40.                              | 25 maart 2023                    | Spanje – Noorwegen               | 3 – 0                            | Kwalificatie EK 2024             |                                  |
| 41.                              | 28 maart 2023                    | Schotland – Spanje               | 2 – 0                            | Kwalificatie EK 2024             |                                  |
| 42.                              | 15 juni 2023                     | Spanje – Italië                  | 2 – 1                            | Nations League 2022/23           |                                  |
| 43.                              | 18 juni 2023                     | Kroatië – Spanje                 | 0 – 0 (4 – 5 n.s.)               | Nations League 2022/23           |                                  |
| 44.                              | 8 september 2023                 | Georgië – Spanje                 | 1 – 7                            | Kwalificatie EK 2024             |                                  |
| 45.                              | 12 september 2023                | Spanje – Cyprus                  | 6 – 0                            | Kwalificatie EK 2024             |                                  |
| 46.                              | 12 oktober 2023                  | Spanje – Schotland               | 2 – 0                            | Kwalificatie EK 2024             |                                  |
| 47.                              | 15 oktober 2023                  | Noorwegen – Spanje               | 0 – 1                            | Kwalificatie EK 2024             |                                  |
| 48.                              | 19 november 2023                 | Spanje – Georgië                 | 3 – 1                            | Kwalificatie EK 2024             |                                  |
| 49.                              | 26 maart 2024                    | Spanje – Brazilië                | 3 – 3                            | Vriendschappelijk                | 12', 87'                         |
| 50.                              | 8 juni 2024                      | Spanje – Noord-Ierland           | 5 – 1                            | Vriendschappelijk                |                                  |
| 51.                              | 15 juni 2024                     | Spanje – Kroatië                 | 3 – 0                            | EK 2024                          |                                  |
| 52.                              | 20 juni 2024                     | Spanje – Italië                  | 1 – 0                            | EK 2024                          |                                  |
| 53.                              | 30 juni 2024                     | Spanje – Georgië                 | 4 – 1                            | EK 2024                          | 39'                              |
| 54.                              | 5 juli 2024                      | Spanje – Duitsland               | 2 – 1                            | EK 2024                          |                                  |
| 55.                              | 9 juli 2024                      | Spanje – Frankrijk               | 2 – 1                            | EK 2024                          |                                  |
| 56.                              | 14 juli 2024                     | Spanje – Engeland                | 2 – 1                            | EK 2024                          |                                  |

Bijgewerkt op 14 juli 2024.

## Erelijst
| Competitie            | Aantal          | Jaren                              |
| Atlético Madrid       | Atlético Madrid | Atlético Madrid                    |
| --------------------- | --------------- | ---------------------------------- |
| UEFA Super Cup        | 1×              | 2018                               |
| Manchester City       |                 |                                    |
| FIFA Club World Cup   | 1×              | 2023                               |
| UEFA Champions League | 1×              | 2022/23                            |
| UEFA Super Cup        | 1×              | 2023                               |
| Premier League        | 4x              | 2020/21, 2021/22, 2022/23, 2023/24 |
| FA Cup                | 1×              | 2022/23                            |
| EFL Cup               | 2×              | 2019/20, 2020/21                   |
| FA Community Shield   | 2x              | 2019, 2024                         |
| Spanje –19            |                 |                                    |
| UEFA EK –19           | 1×              | 2015                               |
| Spanje                |                 |                                    |
| UEFA EK               | 1×              | 2024                               |
| UEFA Nations League   | 1×              | 2022/23                            |

### Individuele prijzen
- Ballon d'Or 2024
- UEFA Euro 2024 POTT